# 경성고등공업학교
경성공업전문학교(京城高等工業專門學校, 경성공전)는 일제강점기의 교육기관으로, 조선총독부에서 운영하는 관립 전문학교였다. 1940년대 초반까지 한반도 유일의 고등공업교육기관이었다. 해방이후 미군정에 의해 경성광산전문학교와 함께 대학기관인 경성제국대학 이공학부에 흡수되었으며 서울대학교 공과대학으로 재편되었다.

## 기원
1899년에 대한제국 정부는 상과와 공과를 갖춘 상공학교(商工學校)를 설립하였는데, 이 학교는 예산결손으로 운영이 이루어지지 못하고 있었다. 1904년 일본 제국에서 들여온 차관으로 상공학교에 농과를 가설하여 농상공학교(農商工學校)로 다시 개교하였다. 농상공학교는 예과 1년에 본과 3년제로, 교원 10인에 직원 2인을 두었으며, 80명의 학생을 선발하였다. 하지만 또다시 대한제국 정부가 농상공학교에 예산을 편성해주지 못하게 되자 정상적인 운영이 이루어지지 못하였다. 80명이었던 학생은 둘째해에 18명, 셋째해에 15명으로 감소했고, 결국 졸업생을 배출하지도 못하고 말았다. 1906년 통감부와 대한제국의 공업고문인 히라가 박사의 기획에 따라 농상공학교의 공과가 분리ㆍ확대되어 1907년 2월 1일 공업전습소 관제가 반포됨으로써, 공업전습소(工業專習所)로 개편되었다. 공업전습소는 1907년 4월 21일에 개교하였으며, 1908년에는 공업전습소 교사가 완공되었다. 공업전습소 설립 당시에는 조선인 교관이 약간명 있었으나 이후 모두 일본인 교관으로 교체되었다.
대한제국 말기 일본은 공업전습소를 일본의 도쿄고등공업학교와 같은 수준의 학교라고 선전했지만 실상은 일본의 직공학교와 같은 단기 실습 위주의 기술전습기관과 같았다. 하지만 공업전습소에서는 한반도에서 유사이래 처음으로 진정한 의미의 공업교육이 이루어졌기 때문에 이 학교에 입학하자하는 경쟁이 매우 치열했다. 1907학년도제1기 모집에서는 50명의 학생을 모집했는데 원서출원자가 1,200여명이었고, 2회 모집에서는 80명 모집에 2,000여명, 4회 때는 55명 모집에 2,500여명이 응시했다. 당시 재학생들은 조선 최초의 공학도라는 자부심을 갖고 있었고, ‘공업연구회’라는 모임도 결성했다. 또, ‘공업업계’라는 대한민국 최초의 전문기술잡지를 발간하였다. 공업전습소 1회 졸업생 배출은 1909년 4월 20일 하여 2년제 공학도를 최초 배출하였다. 당시 졸업생은 염직과 8명 도기과 9명 금공과 7명 목공과 7명 응용화학과 3명 토목과 12명이며 황성신문 1909년 4월 21일자에 실렸다. 공업전습소는 대한제국이 일본에 합병된 이후에도 동일한 체제로 운영되다, 1916년 4월 1일 경성공업전문학교로 승격되면서 관립 전문학교가 되었다. 이후 1922년 4월 1일 경성고등공업학교로 개칭되었다가, 다시 1944년 4월 6일 경성공업전문학교가 되었다.

## 경성고등공업학교
경성고등공업학교는 대한제국 때 성립된 공업전습소가 승격되어 설립된 관립 전문학교였다. 일본의 직공학교 수준에 불과했던 공업전습소가 경성고등공업학교로 발전함에 따라 진정한 고등공업교육이 시작되었으며, 경성고등공업학교는 일제강점기와 해방 직후 대한민국의 공업계에 지대한 영향을 미쳤다.
경성고등공업학교는 1940년대까지 조선의 유일한 고등공업기관이었기 때문에 다른 전문학교에 비해 특수한 학교로 여겨졌다. 조선교육령 개정 이전에는 조선인을 전체정원에서 2/3가량 선발한다는 내규가 있어 조선인의 입학 경쟁이 치열하지 않았지만, 교육령 개정 이후 그러한 내규가 폐지되어 입시 경쟁률은 13:1에서 27:1까지 폭증하게 되었고 조선인의 입학이 매우 어려워졌다. 이 때문에 1935년의 입시에서는 토목과에 조선인 학생이 단 1명만 합격하기도 했다. 당시 교육계에서는 경성고등상업학교(경성고상)의 조선인 입학난과 함께 경성고공과 경성고상의 입시제도를 조선인에게 유리하게 시정해야 한다는 의견이 있었으나, 경성고등공업학교와 조선총독부 학무국에서 받아들이지 않았다.
경성고등공업학교의 교육연한은 3년이었고, 학과로는 방직과, 토목과, 건축과, 광산과, 응용화학과가 설치되어 있었으며, 응용화학과에는 요업, 염색, 응용화학의 세과(細科)가 있었다. 1937년에는 전기공학과와 기계과가 가설되었다. 1930년대 중반 중국과 만주로의 대륙침략이 이루어지면서 조선의 병참기지적 공업화가 가속화되자 기계과, 토목과, 건축과가 크게 인기를 끌었으며, 조선 각지와 만주국의 광산이 개발되면서 광산 경영자 수요가 급증하자 광산과의 인기도 높아졌다. 광업분야 수요가 폭증하여 경성고등공업학교의 광산과로는 수요를 감당할 수 없게 되자, 1939년에는 광산과를 분리하여 경성광산전문학교를 설립하였다. 1941년에는 이과양성소(理科養成所)가 부설되어 수학, 물상, 화학, 생물 중등교사를 양성하기도 했다. 1944년에는 원동기과와 전기화학과, 전기통신과가 추가 설치되었다.
경성고등공업학교 졸업생들은 극심한 취업난 속에서도 대부분 좋은 직장에 취업을 했다. 건축과와 토목과 졸업생의 상당수가 조선총독부 영선과 기수로 채용되었으며, 방직과와 응용화학과 출신들은 일본계 공장에 관리자로 취직할 수 있었다. 당시에는 기술인력이 희소했기 때문에 조선인 졸업자도 타 전문학교 출신자와 달리 지방관청이나 일본인 기업에 취직하는데 차별을 받지 아니했다. 이와 같은 취직의 유리함은 경성고등공업학교의 입시경쟁률을 높이는 데 일조를 했다.
1940년 무렵 평양에 공업전문학교가 하나 더 설립되고, 경성제국대학 이공학부(1941)가 설치되었으나, 이 두 학교 모두 시기상 졸업생을 배출하지는 못했다. 일제강점기 시기에 배출된 건축가, 공학자의 절대 다수가 경성고등공업학교 출신이었으며, 경성고공 출신은 해방 이후 남북한에서 공업분야와 공학계를 주도해나간다. 특히, 경성고등공업학교 출신의 건축가들은 21세기가 되기까지 남한의 건축계에서 가장 큰 비중을 차지했으며, 현대 한국건축에 지대한 영향을 미치고 있다.
경성공업전문학교는 해방이후에는 경성광산전문학교와 함께 대학기관인 경성제국대학 이공학부 공학계에 흡수되어 서울대학교 공과대학으로 승격되었다.

## 교사
경성고등공업학교의 교사는 현재 서울특별시 동숭동에 있었다. 이 자리는 원래 대한제국 전환국 기계시험소가 있던 곳이었다. 1906년 통감부 건축과의 설계에 의해 1908년에 공업전습소 교사(본관)와 기숙사, 관사가 완성되었다. 교사는 르네상스식의 목조 건물이며, 대한제국 때 건설해서 오늘날까지 전해지는 유일한 목조건물이다. 1912년 4월부터는 공업전습소와 조선총독부 중앙시험소가 함께 교사(본관)을 사용했고, 1916년 공업전습소가 경성고등공업학교로 승격되면서 본관 전체를 사용하게 되었다. 해방 이후에는 상공부 국립공업연구소로 사용되기도 하였으며, 현재는 한국방송통신대학교의 본부로 사용되고 있다.

## 같이 보기
- 경성고등공업학교 야구단
- 경성고등공업학교 육상단
- 경성고등공업학교 정구단
- 경성고등공업학교 축구단
- 일제강점기의 교육
- 경성광산전문학교